# Adam Królikiewicz

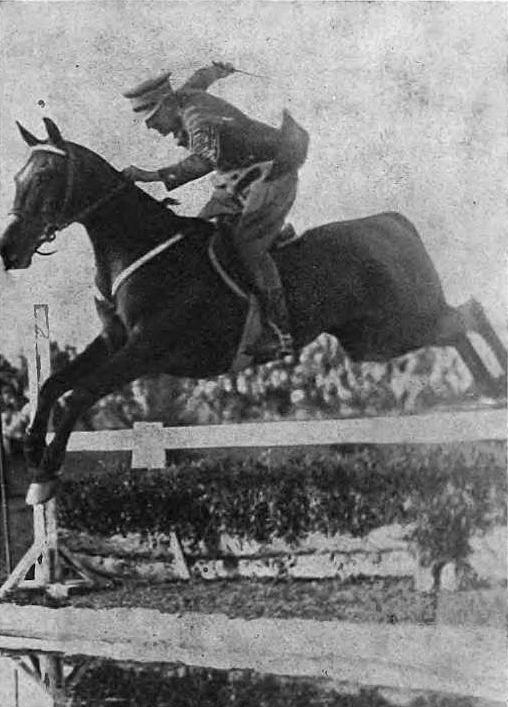
Adam Królikiewicz pe calul „Milord” în timpul competiției hipice care a avut loc în iunie 1930 în Parcul Łazienki din Varșovia

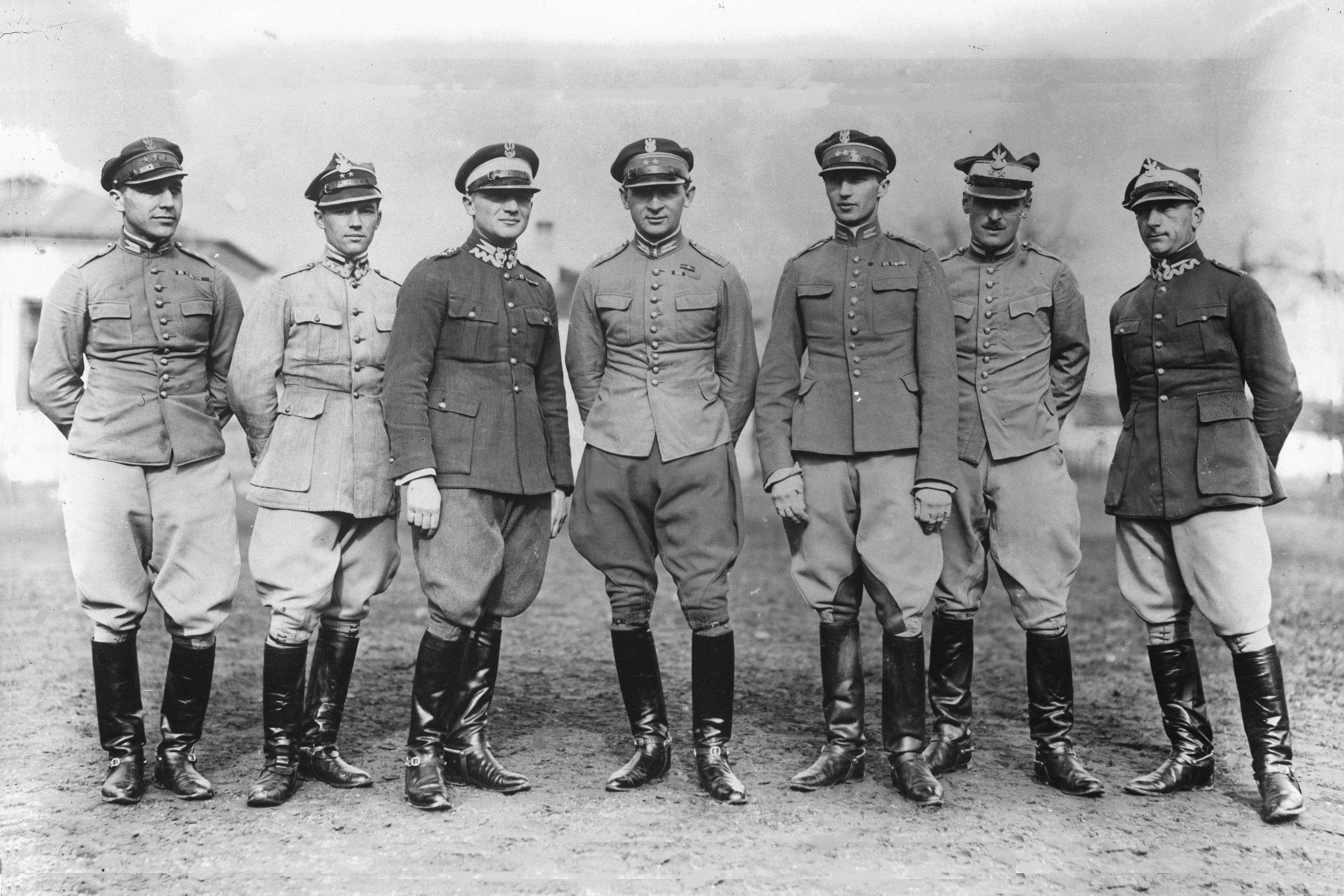
Adam Królikiewicz (primul de la stânga) în compania altor membri ai echipei poloneze de călărie

Adam Łukasz Królikiewicz (n. 9 decembrie 1894, Lemberg, Regatul Galiției și Lodomeriei, Austro-Ungaria – d. 4 mai 1966, Konstancin-Jeziorna, Mazovia, Polonia) a fost un maior de cavalerie al Armatei Poloneze, primul medaliat olimpic polonez într-o probă individuală.

## Biografie
S-a născut pe 9 decembrie 1894 în orașul Lemberg din Austro-Ungaria (astăzi orașul Lviv din Ucraina). Era originar dintr-o veche familie de burghezi din Wojnicz, în apropiere de Tarnów. A fost fiul lui Karol Królikiewicz (1855–1907) și al Juliei Bronarska (1863–1911). A avut șapte frați și o soră. Frații săi au fost: Marian (1880–1939), Kazimierz (1884–1976, arhitect), Tadeusz (1887–1970), Mieczysław (1889–1986), Stanisław (1891–1978, ofițer de artilerie), Wacław (1900–1983), inginer, ofițer) și Oktawian (1903–1941, ucis de nemți). A absolvit școala din localitatea natală în 1913 și s-a înscris la studii la Facultatea de Inginerie Electrică a Universității Tehnice din Mittweida (Saxonia).
După declanșarea Primului Război Mondial, a fost mobilizat la 3 august 1914 într-un regiment de infanterie și apoi într-un regiment de cavalerie al Legiunilor Poloneze, deși nu știa să călărească. A fost nevoit să învețe rapid după ce calul său a fost împușcat în Bătălia de la Kielce și a trebuit să prindă un alt cal pentru a nu fi prins de inamic și a se alătura unității sale. A fost repartizat în decembrie 1914 în Brigada 1 și a luptat la Kunice (23 iunie 1915), fiind decorat cu Ordinul Virtuti Militari clasa a V-a. În perioada 5 februarie-31 martie 1917 a urmat cursuri la Școala de ofițeri de cavalerie a Regimentului 1 Ulani din Ostrołęka, pe care le-a încheiat cu rezultate foarte bune. A încheiat războiul cu gradul de caporal.
La încheierea războiului mondial, s-a înrolat voluntar la 10 decembrie 1918 în Armata Poloneză și și-a continuat educația la Școala de Ofițeri din Stara Wieś de lângă Varșovia (1919-1920). A avansat pe rând în grad: sublocotenent (1919), locotenent (1920), căpitan (1924) și maior (1933) și a concurat în competițiile ecvestre. În anii 1920-1926 a participat la 94 de competiții ecvestre, unde a câștigat 81 de premii, inclusiv 24 de medalii de aur. A câștigat unele dintre cele mai cunoscute concursuri hipice (Nisa, Roma, Milano, Napoli), dar și concursurile hipice de la New York (1926), Lucerna (1924), Londra și Aldershot (1925), Riga, Tallinn, Bruxelles , Budapesta, București, Berlin. A concurat în perioada 1923-1933 în Cupa Națiunilor și a câștigând patru medalii de aur (1925, 1928 Nisa, 1926 New York, 1927 Varșovia). Cea mai importantă realizare sportivă o reprezintă câștigarea medaliei de bronz la Jocurile Olimpice de vară de la Paris din 1924 în proba de sărituri peste obstacole, care a fost prima medalie olimpică poloneză într-o competiție individuală. A concurat atunci cu calul „Picador”. Un alt cal cu care a concurat adesea a fost „Jasiek”, un cal de origine maghiară, care a fost îngrijit de colonelul Józef Kulczycki, medic veterinar.
După încheierea carierei sale sportive a lucrat ca instructor de călărie. În 1932 a servit în regimentul 1 de cavalerie al lui Józef Piłsudski, iar, după ce a predat un scurt timp (1933-1934) la școlile de călărie din Italia și Franța, a fost comandantul Școlii de călărie de la Centrul de instruire a cavaleriei din Grudziądz (1934-1939). Metoda sa de formare a călăreților este prezentată în lucrarea Jeździec i koń w terenie i w skoku. Metody przygotowania i zaprawy (Varșovia 1936, 1958).
A participat la luptele pentru apărarea Poloniei din septembrie 1939, iar apoi s-a stabilit la Cracovia. După cel de-al Doilea Război Mondial a fost antrenor și organizator de competiții hipice. A publicat două cărți în care și-a descris experiența sportivă: Od Nicei do Nowego Jorku. Sukcesy jeźdźców polskich na międzynarodowych konkursach hipicznych 1923-1926 (Varșovia, 1927) și Jasiek, Picador i ja (Varșovia, 1958). A participat la realizarea unor filme: a fost consultant de călărie în filmul Podhale w ogniu (1955) și actor în filmul Rancho Texas (1958).
A fost solicitat să apară în rolul unui călăreț în scenele de luptă din filmul Cenușa (1965), regizat de Andrzej Wajda, dar în timpul filmărilor calul său a alunecat pe iarbă și a căzut, trântindu-l la pământ pe călăreț. Contrar celor afirmate de Daniel Olbrychski în autobiografia sa Anioły wokół głowy că Adam Królikiewicz ar fi murit din cauza acelor răni, călărețul a murit de fapt după o lungă boală la 4 mai 1966, la un an după lansarea filmului, în orașul Konstancin-Jeziorna, și a fost înmormântat în Cimitirul Salvator din Cracovia.
A fost căsătorit cu Tomisława (1901–1994), cu care a avut o fiică: actrița de teatru și film Krystyna Królikiewicz-Harasimowicz (1921-2017). Nepotul său este scenaristul, actorul și dramaturgul Cezary Harasimowicz.
În cinstea lui a fost organizat la Cracovia, începând din 1968, competiția „Memorialul maior Adam Królikiewicz”.

## Avansări în grad
- podparucic (sublocotenent) - 1919[4]
- locotenent - 1920[4]
- căpitan - 1 decembrie 1924 cu vechimea din 15 august 1924 și poziția 61 în catalogul ofițerilor de cavalerie
- maior - 12 martie 1933 cu vechime de la 1 ianuarie 1933 și poziția 9 în catalogul ofițerilor de cavalerie

## Decorații
- Ordinul Virtuti Militari, clasa Crucea de Argint [11]
- Crucea Independenței[11][12]
- Crucea pentru Vitejie[11]
- Crucea de Merit de argint - de două ori (a doua oară în 1928)[13]
- Medalia comemorativă a războiului din 1918–1921[11]
- Medalia comemorativă a unui deceniu de la redobândirea independenței[11]
- Crucea de cavaler a Legiunii de Onoare (A Treia Republică Franceză)[14][11]
- Ordinul „Steaua României” în grad de cavaler (Regatul României)[11]
- Ordinul „Coroana Italiei” în grad de cavaler (Italia)[11]

## Legături externe
- Adam Królikiewicz pe site-ul Polski Komitet Olimpijski pl  (traducere în limba engleză) (arhivă)
- Adam Królikiewicz la Comitetul Olimpic Internațional
- Adam Krolikiewicz pe site-ul Olympic Channel
- Adam Królikiewicz la Sports-Reference.com (arhivat la 1 aprilie 2020)
- Adam Królikiewicz în databaseOlympics.com (arhivat)
- pl Adam Królikiewicz în baza de date  filmpolski.pl
- Adam Królikiewicz în baza de date e-teatr.pl
- „Komenda Legionów (Dowództwo Polskiego Korpusu Posiłkowego)” (PDF). Centralne Archiwum Wojskowe. Arhivat din original în 8 noiembrie 2017. Accesat în 7 noiembrie 2017.
- Polski Komitet Olimpijski. „Adam Królikiewicz – sylwetka w portalu www.olimpijski.pl”. www.olimpijski.pl (în poloneză). Arhivat din original la 20 ianuarie 2015. Accesat în 20 ianuarie 2015.
- „Wykaz Legionistów Polskich 1914–1918. Adam Królikiewicz”. Muzeum Józefa Piłsudskiego w Sulejówku. Arhivat din original la 23 martie 2017. Accesat în 21 martie 2017.
- Cezary Harasimowicz (2017). „Fotografia ośmiu wspaniałych”. Saga czyli filiżanka, której nie ma. Cracovia: Znak. ISBN 978-83-280-4813-3.